# Nikolaos Mitsakis
Nikolaos Mitsakis (en griego: Νικόλαος Μητσάκης, 1899-1941) fue un arquitecto racionalista griego. 

## Trayectoria
Estudió en la Escuela de Arquitectura de Atenas (1917-1921). Desde 1926 trabajó en el Ministerio de Educación y, en 1930, fue nombrado director de la Oficina de proyectos de edificios escolares, donde se encargó de la construcción de numerosas escuelas, con una clara influencia lecorbusieriana, en las que aunó tecnología moderna y materiales tradicionales; destacan la escuela femenina Aristóteles en Atenas, el complejo escolar del barrio de Santa Sofía en Salónica, el Liceo de Dimitsana y las escuelas de Naxos y Tinos.
Murió en el transcurso de la Segunda Guerra Mundial.